# Helicopis divergens
Helicopis divergens är en fjärilsart som beskrevs av Adalbert Seitz 1913. Helicopis divergens ingår i släktet Helicopis och familjen Riodinidae. Inga underarter finns listade i Catalogue of Life.